# История футбольного клуба «Челси»
В данной статье описывается история футбольного клуба «Челси», базирующегося в Фулеме, Западный Лондон. Для общего обзора клуба, см. статью «Челси»
Клуб основан в 1905 году, и быстро завоевал популярность среди болельщиков, но не смог выиграть ни одного трофея в первые 50 лет своего существования. «Челси» провёл 30 своих первых сезонов из 40 в Первом дивизионе, хотя зачастую клуб находился в середине турнирной таблицы или вообще сражался за сохранение места в Первом дивизионе. К самому первому успеху «Челси» пришёл в Кубке Англии, он занял второе место в 1915 году и потерпел поражение в полуфиналах в 1911, 1920, 1932, 1950 и 1952 годах. Череда неудач была окончательно разрушена тренером Тедом Дрейком, который внёс ряд изменений в структуру клуба и привёл «Челси» к первому чемпионству в сезоне 1954/55.
В период с 1963 по 1972 год перед «Челси» ставились большие задачи, хотя они часто не исполнялись в реальности. В 1965 году был выигран Кубок Футбольной лиги, в 1970 году Кубок Англии, что дало право участвовать в Кубке обладателей кубков УЕФА, который был выигран в 1971 году, в это же время были проиграны два финала: Кубка Англии в 1967 и Кубка Футбольной лиги в 1972. В следующем десятилетии у клуба появились финансовые проблемы, главным образом они были вызваны задолженностью возникшей из амбициозной попытки перепланировки стадиона «Стэмфорд Бридж», что привело клуб на грань банкротства. В такой ситуации клуб пребывал до прихода Джона Нила в середине 1980-х годов. При нём «Челси» выиграл Второй дивизион и вернулся в элиту английского футбола.
Дальнейшее возрождение проходило при тренерах Рууде Гуллите и Джанлуки Виалли. С 1996 по 2000 год «Челси» выиграл Кубок Англии в 1997 и 2000, Кубок Футбольной лиги и Кубок обладателей кубков УЕФА в 1998 году, и получил право на участие в Лиге чемпионов УЕФА, впервые в своей истории. В сезоне 1998/99 «Челси» боролся за чемпионство, но отстал от победителя «Манчестер Юнайтед» всего на 4 очка и занял третье место.
В 2003 году «Челси» купил российский миллиардер Роман Абрамович, и клуб вступил в нынешнюю фазу успеха. На посту главного тренера Клаудио Раниери сменил один из самых успешных молодых тренеров за последнее время — Жозе Моуринью. Всего за два сезона Моуринью добился немыслимого успеха с «Порту», чем и обратил на себя внимание. Жозе Моуринью за три года привёл клуб к двум чемпионским титулам в сезонах 2004/05 и 2005/06, Кубку Англии и двум Кубкам Футбольной лиги в 2005 и 2007 годах. При Авраме Гранте «Челси» занял второе место в Премьер-лиге и дошёл до финала Лиги чемпионов УЕФА, где в серии пенальти уступил другому английскому клубу «Манчестер Юнайтеду». В конце сезона 2008/09 клубом руководил Гус Хиддинк, который выиграл Кубок Англии в 2009 году. В сезоне 2009/10 «Челси» впервые в своей истории выиграл золотой дубль, выиграв Премьер-лигу и Кубок Англии.

## Предыстория
Как правило, в большинстве случаев футбольные клубы появлялись вследствие эволюционного развития, то есть сперва основывался клуб, а затем его инфраструктура. «Челси» же появился другим способом, немного противоестественным. Всё началось с того, что появился стадион, на территории Западного Лондона. Землях, которые исторически принадлежали графам Кадоганам, одним из которых был основателем клуба. 5-й Граф Кадоган, Джордж Генри, на собрании не присутствовал, находясь на службе, а именно был лордом-лейтенантом Ирландии. Кроме всего, за ним сохранялась ответственная должность быть лордом-хранителем Малой печати. Джордж Генри был спортивным человеком, содержал конюшни, обожал участвовать в скачках, и в седло неизменно садился в жокейском наряде голубого цвета. Шефство Кадоганов над «Челси» продолжалось до 1982 года, когда от дворян клуб перешёл в руки Кена Бейтса.
Кадоганы были родственны семейству Мирс, которые ещё в XVIII веке наследствовали часть кадогановских наделов в Кенсингтоне, на котором, собственно, сегодня находится стадион клуба — «Стэмфорд Бридж». Мирсы, были родом из Кента и тоже были дворяне. Их предок, Уильям Мирс, прославился тем, что поднял, брошенный в 1762 году 3,5 тонный колокол на колокольню Кентерберийского собора в 1787 году, что и дало начало их фамильному строительному бизнесу. Его сын — дед основателей клуба — Томас II обвешал колоколами все церкви по реке святого Лаврентия в Канаде, пока не началась война с Англией.

Без Генри Мирса или просто Гаса, проекта «Челси» просто бы не было. Он родился в 1873 году. Ни день, ни даже месяц его рождения неизвестны. В 1905 году, когда Гас вместе с компаньонами в пабе «Восходящее солнце» (англ. «Rising Sun») задумывали проект «Челси», он был совсем молодым человеком 32-х лет от роду. Гас Мирс не был футбольным болельщиком. И вообще, к спорту имел лишь чисто коммерческий интерес, да и то по одной единственной причине — у него было предложение от компании «Great Western Railway Company» сдать им в аренду землю, купленную братьями Генри и Джозефом Мирсами в 1896 году, под постройку угольных пакгаузов. 
 На этой земле находился небольшой легкоатлетический стадиончик «Стэмфорд Бридж», который по истечении действующей аренды становился собственностью братьев.
В середине XIX века в местности на юго-запад от Лондона не было ничего. Среди лугов располагалось Бромптонское кладбище, а за ним была разравнена площадка для игры в крикет. Со временем, когда столичные пригороды и метрополитен вплотную подобрались к кладбищу, этой территорией заинтересовалось руководство Лондонского Атлетического клуба на предмет возведения там своей основной спортивной площадки, которая получила название «Лилли Бридж».
 «Лилли Бридж» находился недалеко от станции метро «Уэст-Бромптон», в пустынном промежутке между Лилли и Фулхем Роудами. В то время эта арена была лучшая в Лондоне. Стадион не был легкоатлетический, а скорее — многофункциональный. На нём, помимо крикета и велосипедных гонок, проводились первые в Англии соревнования боксёров-любителей. Проводились так же фестивали воздушных шаров и уездные ярмарки. Принимали и футбол. В 1872 году в присутствии трёхтысячной толпы на «Лилли Бридж» был сыгран финал Кубка Англии между «Уондерерс» и «Оксфорд Юниверсити». Это был второй розыгрыш самого старого футбольного соревнования Англии. Малое количество зрителей объясняется тем, что на тот же день была назначена лодочная гонка на Темзе. «Уондерерс» не имел своего стадиона и проводил свои домашние игры на старом «Лилли Бридж».

В 1877 году братья Джеймс и Уильям Уэдделл, руководители Лондонского Легкоатлетического Клуба построили новый «Лилли Бридж». За 2899 фунтов стерлингов они арендовали землю недалеко от Санфордского моста, который был перекинут через ныне несуществующий ручей Стэнфорд, который ниже впадал в Темзу. 28 апреля 1877 года стадион был открыт. Последующие шесть лет владельцев спортинвентаря, братьев Уэдделл постиг финансовый крах, набрав долгов на 30 000 фунтов стерлингов, братья неожиданно скрылись.
После этого право собственности на стадион переписали на некоего мистера Станта, чтобы получить какую-нибудь прибыль, на стадионе стали проводиться собачьи бега, одновременно проводились легкоатлетические соревнования. В отличие от старых владельцев, мистер Стант решился на возведение новой арены, когда 18 сентября 1887 года трибуна «Лилли Бриджа» была подожжена болельщиками-студентами в схватке с полицией. После этого рядом с пепелищем «Лилли Бридж» был построен новый стадион, получивший название «Стэмфорд Бридж», и вмещавший уже десяти — двенадцатитысячную аудиторию, и на котором, кроме легкоатлетических, проводились соревнования по крикету, а также был построен велосипедный трек.
Мистер Стант умер в 1902 году, как оказалось позже он в арендный договор стадиона вставил пункт, который не разрешал использовать «Стэмфорд Бридж» в других целях, кроме легкоатлетических, в течение двух лет после его смерти. Гас Мирс выкупил сад, вплотную подходивший к стадиону, увеличив свои владения до 51 гектара.. Позже, Гас Мирс свыкся с идеей передать «Стэмфорд Бридж» под снос для угольных складов, и только отчаянная просьба Фредерика Паркера, в разных источниках — то друга, то финансового советника, то партнёра по бизнесу, смогла убедить Гаса начать проект по созданию футбольного клуба «Челси».
Легенды рассказывают, что Фредерик Паркер имел очень серьёзный спор с Гасом о будущем «Стэмфорд Бридж» во время выгула тем собаки. Фредерик на столько увлёкся красочным описанием будущих финансовых успехов Гаса с «Стэмфорд Бридж», что даже пропустил момент, когда собака Гаса, в порыве страсти укусила его до крови, однако пострадавшего это происшествие лишь позабавило.
«Ты чертовски хорошо перенёс этот укус», — заявил Мирс, а затем уверил своего товарища в том, что теперь будет доверять его суждениям о других. «Встретимся здесь завтра в девять утра и займёмся делом», — сказал он
 Казалось, что лучший спортивный стадион в Лондоне был не к месту на краю богатого и эстетствующего Челси, однако, как показала история, Мирс сделал правильный выбор. Близость к пульсирующему центру города и Западной железной дороге, сделала это место идеально подходящим для футбола.
«Стэмфорд Бридж» был спроектирован архитектором Арчибальдом Лейтчем, который также спроектировал десятки футбольных арен, которые существуют до сих пор в Ливерпуле, Манчестере, Лондоне и др городах.. Репутация Лейтча стояла очень высоко, он считался новатором своего дела, каждый новый проект имел своё узнаваемое лицо и был неповторим.
Многие помнят его шедевр — «Имперский Стадион» с особой акустикой и двумя 37 метровыми башнями, которые на долгие годы стали главной особенностью стадиона, позже названного «Уэмбли». А построил Лейтч этот 127 тысячник в 1923 году за каких то 300 дней. Названия «Стэмфорд Бридж» нигде в округе нет и никогда не было. Мост на Фулхэм Роуд назывался «Стэнфорд Бридж» или «Малый мост Челси»), а на соседней Кингз Роуд — «Стэнли Бридж» (ранее «Стэнбридж»). Стэмфордбридж имеется лишь в районе Йорка, историческое место, где англосаксонский король Харальд сошёлся в битве с норвежским князем Харальдом. Вопрос с названием стадиона так и остаётся открытым. 28 апреля 1877 года новый стадион был открыт. Первоначально он задумывался как стотысячник, но теоретически две его трибуны — Восточная и Западная, вместе с террасами за воротами, могли принять около 80 тысяч. Поле так же было окружено шестирядной дорожкой для бега. Для начала были сохранены все старые мероприятия на стадионе для больших доходов от состязаний был на семь лет перезаключён договор с Легкоатлетическим Клубом, на столько же — с организаторами собачьих бегов. Собачьи бега проходили вплоть до 1932 года, пока не был построен для этого специальный стадион «Уолтхамстоу». На «Стэмфорд Бридж» дали согласие тренироваться сотрудники Скотланд-Ярда и городской полиции, а первой игрой, проведённой на «Стэмфорд Бридж», считается игра регбийного клуба «Миддлсекс».

## Создание клуба
Мирс был доволен тем что к стадиону проявляется большой интерес, и для получения большей выгоды, он стал предлагать его существовавшим на то время лондонским футбольным клубам. Этим моментом решил воспользоваться совет директоров «Фулхэма», который решил перевезти клуб с «Крэйвен Коттедж». Мирс запросил очень большую сумму, полторы тысячи фунтов в год, на что глава «Фулхэма» Генри Норрис ответил примерно следующее:
«За такие деньги вы сначала себе команду сделайте, а потом будете ей стадион сдавать», — заявил Генри Норрис.
Эта идея заинтересовала Мирсов. В начале марта 1905 года, когда уже был готов «Стэмфорд Бридж», нужно было зарегистрировать сооружение в мэрии, но для этой процедуры требовалось сначала создать спортивный клуб. Клуб оформили как «Стэмфорд Бридж» и отправили бумаги в мэрию Фулема 10 марта, этот день и считается днём рождения «Челси». Бумаги из мэрии были возвращены с пометкой, что название для клуба — «Стэмфорд Бридж» не подходит. Затем название исправили на «Лондон» но его тоже отвергли и дали три дня для раздумий.
Гас Мирс вечером третьего дня, а именно 14 марта 1905 года, собрал друзей-подельщиков в пабе «Восходящее солнце» (англ. «Rising Sun»), находящимся совсем рядом со стройкой, для совместного решения этой проблемы. Там собрались: Гас и Джозеф Мирсы, Клод Кирби, Уильям Льюис, Джон Генри Мелтби, Тобиас Кинтон, Фред Паркер и Альфред Фредерик Джейнс — хозяин паба и сосед Гаса Мирса. Построенный в 1890 году, паб «Восходящее солнце», не сохранил своего оригинального названия. В разные годы он назывался «Стэмфорд Бридж Таверн», «Стэмфордс», «Кросс Айд Ньют», «Грин Рум» и «Батчерс Хук», но сохранился до наших дней и был превращён в ресторан итальянской кухни.
Предложений по возможному названию будущего клуба, было немного — в итоге свели к двум вариантам: «Кенсингтон» и предложенное Фрэдом Паркером «Челси». Большинство согласились с последним. Изначально новосозданный клуб намеревался войти в Южную Футбольную лигу. Южная лига была естественным выбором из-за расположения клуба, но команды Южной лиги «Фулхэм» и «Тоттенхэм Хотспур», решив, что новая команда может переманить на свою сторону их болельщиков, подговорили остальных участников лиги отказать «Челси». В октябре 2008 года на аукционе «Graham Budd» за 15 000 фунтов стерлингов ушло письмо, датированное 4 апреля 1905 года от секретаря «Челси» Уильяма Льюиса хозяину «Вест Хэм Юнайтед» Сиду Кингу, в котором предлагалось в качестве «поощрения за правильное голосование» в секретариате Южной лиги по вопросу приёма туда «Челси», 30 фунтов стерлингов, но он отказал.
Однако, предвидя такой поворот событий и резкое неприятие со стороны лондонских клубов, Мирс и Паркер также направили запрос о членстве в английскую Футбольную лигу, господствовавшую на севере. Футбольная лига, после вступления в неё в начале века команд «Бристоль Сити» и «Вулидж Арсенал», желала расшириться на юг страны, и команды, участвовавшие в ней, приняли запрос «Челси». Команда была принята во Второй дивизион Футбольной лиги на голосовании, проведённом 1 июня 1905 года.
«Донкастер Роверс», проваливший сезон во Втором дивизионе, большинством голосов был лишён статуса клуба Футбольной лиги, образовалось пять вакансий. Четыре места получили «Халл Сити», «Лейтон Ориент», «Стокпорт Каунти» и «Лидс Сити». Последнюю же вакансию предоставили «Челси». Так клуб, команды которой ещё не существовало, не проведший ни одного матча, сразу же оказался в Футбольной лиге. «Челси» стал первым в истории клубом, который попал в лигу, ни разу не ударив по мячу. Принятие «Челси» в Футбольную лигу создало прецедент, которым воспользовались «южные» клубы из Лондона: «Тоттенхэм Хотспур» и «Лейтон Ориент».

## Первый состав
29 мая 1905 года, после положительного ответа от Футбольной лиги, Паркер вернулся в Лондон. Он приглашал на просмотр игроков, искал садовников для ухода за газоном, добивался скидок на железной дороге, провёл переговоры с виконтом Кадоганом и получил разрешение на использование голубого цвета Кадоганов в форме. Базисом для построения новой команды стал бывший защитник «Эвертона» и «Саутгемптона», трижды чемпион Шотландии в составе «Рейнджерс» и капитана сборной Шотландии Джона Тэйта Робертсона, которого пригласил Паркер и который стал первым футболистом, заявленным «Челси». Паркер брал его не просто, как игрока, но и как первого играющего тренера.

Гас Мирс предложил своего близкого друга, бизнесмена Уильяма Кирби на должность президента клуба, Паркеру досталась должность «ответственного по связям с общественностью», сам Гас от какой-либо должности в клубе отказался, оставив за собой лишь совещательный голос в совете директоров и подписав с клубом арендный договор в 2 000 фунтов годовых. По арендному договору, «Челси» становился акционерным обществом с ограниченной ответственностью c уставным капиталом в пять тысяч фунтов, разделённых на пять тысяч акций, по фунту соответственно. Две тысячи пятьсот акций Гас оставлял за собой, кроме того, за каждую проданную акцию в его пользу отчислялся депозит пяти шиллингов (то есть 25 %). Акции на биржу не выкладывались, а были раскуплены самими же «основателями». 
Вторым крупнейшим владетелем акций (20 %) стал Кирби. Земельный участок объявлялся общим владением братьев Мирс, а также документально был подтверждён отказ владельцев от использования земли в других, кроме спортивных, целях. Договор был заключён на 21 год.
В июле 1905 года были подписаны пять футболистов, в августе — ещё 11. Бо́льшая половина была земляками Робертсона, шотландцами. Купленный в «Смолл Хит» Боб Макробертс обошёлся в 100 фунтов, он стал самым дорогим первым приобретением клуба. Боб играл центрфорварда, но так как в «Челси» с игроками его амплуа случился перебор, его перевели в среднюю линию. По окончании договора, Боб вернулся в «Смолл Хит», где ему предложили возглавить клуб, как играющему тренеру, а через год он стал первым тренером. Вместе с Макробертсом из того же «Смолл Хит» был куплен Джимми Уиндридж. Будущий «Бирмингем Сити» очень нуждался в средствах, начав строительство «Сент-Эндрюс» и был вынужден распродавать ведущих игроков.
Он обошёлся «Челси» в 190 фунтов. Уиндридж полностью оправдал потраченные на него средства. Уступив место центрального нападающего пришедшему в октябре Фрэнку Пирсону, он обосновался на позиции полузащитника, много играл в пас и забивал сам, в среде болельщиков он был прозван «Волшебник». Он отыграл за «Челси» семь сезонов, провёл 152 игры, забил 58 голов.
Помимо шотландцев, был и один ирландец двадцатисемилетний Джон Генри Кируэн, который играл на позиции левого полузащитника и постоянно вызывавшийся в сборной Ирландии, до этого игравший в «Эвертоне» и «Тоттенхэм Хотспур», где провёл шесть сезонов, отыграв в общей сложности 370 игр, забив 102 гола. За первые два сезона на «Стэмфорде» забил 16 мячей в 74-х играх, но затем получив травму ушёл из большого футбола и стал первым тренером амстердамского «Аякса». Список приобретений завершал правый защитник Томми Миллер. Шотландец небольшого роста, который имел характер хвастуна заявлявшего то, что он лучший игрок в стране в своём амплуа.
За месяц до начала первого сезона в команде появилась настоящая звезда, вратарь «Шеффилд Юнайтед» и сборной Англии Уильям Фулк известный как «Кроха» или «Толстяк». К моменту перехода в «Челси» Фулк был чемпионом Англии, двукратный обладателем Кубка Англии, и весил 150 килограммов. Существует легенда, что однажды в гостинице накануне выездного матча он раньше всех спустился в ресторан и съел обед на всю команду. Несмотря на габариты он был прекрасным атлетом и вратарём и всегда был первым, когда надо было вывести мяч за пределы опасной зоны. В первый же его матч с «Челси» в соревновании был отмечен тем, что он отразил пенальти. За единственный сезон в клубе он сыграл 35 матчей и пропустил всего 28 голов. За год он пропустил 6 матчей — и в них клуб пропустил 17 голов. Первым капитаном «Челси» был назначен Уильям Фулк.

## Первые успехи Робертсона 1905/06
Профессиональная история «Челси» началась 2 сентября 1905 года, это был день первой игры, которую предстояло провести на выезде, соперниками были «Стокпорт Каунти» и «Блэкпул», провинциальные ланкаширские клубы. Проблема заключалась в том, что «Челси» ещё не закончил комплектование команды, на выезд отправилось всего двенадцать полевых игроков, а Уильям Фулк только что подписавший договор выехал в одиночку из Шеффилда и команда знакомилась со своим капитаном уже по прибытии в Стокпорт. В этой игре «Челси» проиграл со счётом 0:1. Чтобы усилить нападение, Джон Робертсон настоял на покупке своего старого знакомого, нападающего «Астон Виллы» Фрэнка Пирсона. За этого футболиста «Вилла» запросила 300 фунтов, но Мирс договорился на 250. Первый домашний матч стал также первым официальным матчем, в котором «Челси» одержал победу — со счётом 5:1 был обыгран «Халл Сити». В последующих тридцати шести играх команда потерпела поражение всего 6 раз, заняв во Втором дивизионе третье место, что не позволило ему выйти в Первый дивизион. Своё первое выступление в Кубке Англии «Челси» начал с предварительного раунда. Основным составом «Челси» победил команду армейских гренадеров со счётом 6:1. Затем был повержен «Саутерн Юнайтед» с минимальным счётом. А вот в третьем матче «Челси» проиграл «Кристал Пэлас» с разгромным счётом 7:1. Это поражение до сих пор остаётся самым крупным поражением в кубке.
Прошедший сезон, несмотря на то, что пробиться в высший дивизион не получилось, был очень успешным. Было забито 90 мячей в ворота соперников. Однако, нападение решено было усилить ещё. К тандему Пирсон — Уиндридж присоединился Джордж Хилсдон, девятнадцатилетний футболист из «Вест Хэм Юнайтед» на правах свободного агента. Хилсдон стал единственным усилением коллектива к новому сезону. «Челси» начал сезон 1906/1907 с разгрома «Глоссоп Норт Энд» со счётом 9:2. Хилсдон в дебютной игре забил пять мячей. Следующая домашняя игра против «Брэдфорд Сити» обернулось очередным разгромом соперника — 5:1. Но выездные игры никак не удавались, «Челси» терпел поражения и медленно начал опускаться в таблице. В начале ноября, после очередного выездного проигрыша «Порт Вейл», «Челси» очутился уже на шестой строчке, потом поднялся на четвёртую. В результате неудач, тренер Джон Тейт Робертсон впал в немилость. И в итоге был уволен. Вслед за Робертсоном клуб покинули сразу четверо игроков-шотландцев — Бирн, Макэван (оба за Робертсоном — в «Глоссоп Норт Энд»), Чарли Донахью и лучший бомбардир прошлого сезона Фрэнк Пирсон, а чуть позже, зимой — получивший капитанскую повязку от Фулка, Том Макдермотт.

## Удачливый секретарь 1906/07
Новым тренером был назначен секретарь клуба и бухгалтер — Уильям Льюис. Льюис отказался от покупок игроков, доверив играть в основе дублёрам. Он так и не купил ни одного игрока, пока был тренером клуба.
Под руководством Льюиса «Челси» поменял стиль игры, превратившись из атакующей команды в оборонительную. Понеся потери в линии нападения, Льюис применил тактику обороны, в результате чего победы были с минимальным счётом. После ухода Фулка и Бирна, в команде опытных вратарей не осталось, ещё при Робертсоне в дубль был приглашён Боб Уитинг, который в следующем сезоне провёл 18 сухих матчей.
Первой игрой для Льюиса стала нулевая ничья с аутсайдером лиги «Честерфилдом». Но затем в четырёх играх было набрано семь очков из восьми, и все четыре игры были на выезде. Благодаря чему «Челси» поднялся на первую строчку, но быстро её уступил «Ноттингем Форесту», который обыграл его на «Стэмфорд Бридж» 0:2. В конце сезона были обыграны с крупным счётом «Честерфилд» 7:1 , «Вулверхэмптон Уондерерс» 4:0 и «Гейнсборо Тринити» 4:1, что позволило «Челси» занять второе место, которое дало путёвку в высший дивизион.
Героями сезона стали Хилсдон, отличившийся 27 раз и одевший капитанскую повязку Уиндридж с 18 голами. Уильям Льюис, выполнив поставленную перед ним задачу — вывести «Челси» в высший дивизион, покинул тренерский мостик, вернувшись к своим бухгалтерским делам.

## Эпоха Колдерхэда 1907/33

### В высшей лиге 1907/08
После поиска тренера, в конце концов «Челси» был приглашён Дэвид Колдерхэд, который пришёл из «Линкольн Сити». Первым новобранцем Колдерхэда стал полузащитник «Рейнджерс» Скотт Старк. С собой из «Линкольн Сити» Колдерхэд привёл Нормана Фейргрэя, которому была передана капитанская повязка забранная у Дэвида Коупленда. Колдерхэд так же решил усилить позицию в воротах, для чего был приглашён Джек Уитли. На момент прихода ему уже было 32 года. Как игрок «Челси» он числился до июня 1914 года, потом стал помощником Колдерхэда, и эта пара тренировала «Челси» целых четверть века, до 1933 года. За всё это время «Челси» не смог выиграть ничего, но приёмники показали результаты ещё более скромные. Трансферная политика Колдерхэда потрясала своей неэффективностью. Имея в своём распоряжении весьма состоятельного хозяина, он тратил выделяемые средства на каких-то, мало- и никому не известных игроков, главным и основным качеством которых было шотландское происхождение.

Дебют в высшем дивизионе для «Челси» начался с домашнего поражения от «Шеффилд Юнайтед» 2:4. В следующих двух турах произошло то же самое: поражение от «Ньюкасл Юнайтед» 0:1 и разгром от «Ноттингем Форест» 0:6.
 Чтобы поправить положение, Колдерхэд купил защитника Джека Кэмерона из «Блэкберн Роверс» и двух нападающих — вингера Вилли Бревна из «Мидлсбро», и полусреднего Фрэда Рауза из «Эвертон» за рекордную для «Челси» сумму в 1 000 фунтов. Первая победа случилась 23 сентября 1907 года над «Ньюкасл Юнайтед» 2:0. Несмотря на катастрофичность результатов, посещаемость «Стэмфорд Бридж» резко выросла, а на приезды лидеров приходило по 40-50 тысяч зрителей. Самое большое количество зрителей пришло на первое в истории клуба дерби против «Вулидж Арсенал».
| «                                                              | «Это величайший день в истории футбола. Ничего подобного раньше не было: за последние 30 лет две лондонские команды не боролись за очки в первом дивизионе». | » |
| — Журналист Daily Express Чарльз Сатклифф. 9 ноября 1907 года. | |   |

Номер газеты «The Daily Mirror» в понедельник блистал заголовком «Лондонский победитель». Недавно появившийся в лиге «Челси» побеждает «Арсенал» со счетом 2:1. Во втором круге выездная игра закончилась 0:0 и «Арсенал» смог взять реванш у «Челси» только в следующем сезоне. Лучшим бомбардиром клуба стал Джордж Хилсдон, этот сезон стал лучшим в его карьере — 24 гола в 35 играх чемпионата и 6 голов в матче кубка против «Уорксоп Таун». Отрезок февраль-март и начало апреля у команды выдался очень удачным — десять встреч подряд без поражений, что вывело её на восьмое место. Всего три очка отделяло «Челси» от находящегося на третьей строчке «Ньюкасл Юнайтед». Но финиш сезона не удался — три подряд поражения на домашнем стадионе опустили «Челси» на 13-е место, где он и закончил сезон.

### Постепенный упадок 1908/09
В конце сезона 1907/08 Колдерхэду наконец повезло подписать хорошего нападающего. Перси Хамфрис играл за «Ноттс Каунти», в среднем забивал более десяти голов за сезон. Приобретя ещё пятёрку шотландцев, которые появлялись в составе по разу-два за сезон, некоторые игроки покинули клуб. Новый сезон начался с нулевой ничьей с «Престон Норт Энд». Затем, два выездных поражения, и одно из них — от того же «Престона» 0:6. В общем, сезон, походил на предыдущий. Правда, удалось на «Олд Траффорд» обыграть «Манчестер Юнайтед» 0:1, и будущего чемпиона — «Ньюкасл Юнайтед», а также крупно обыграть «Ливерпуль» дома 3:0. «Челси» от вылета во Второй дивизион спас, ставший богатым на очки апрель, когда в семи матчах «синие» недобрали три очка до 100 % результата.

### Кризис третьего года 1909/10
В третьем сезоне начался неожиданный кризис. До того, клуб постоянно продвигался вверх, костяк команды сыгрался, команда получала качественное усиление, но запил Хилсдон, который был основным нападающим клуба. За свои первые три сезона в клубе, Хилсдон забил 83 гола в 106 играх. В возрасте 21 года он был вызван в сборную сыграв 8 игр и забив 14 голов. Он перестал являться на тренировки, его держали только из-за того что он был любимчиком болельщиков и Гаса Мирса. Несмотря на это строительство команды продолжалось — в межсезонье было подписано 11 новичков. Одним из которых был Вивьен Вудворд, перешедший из «Тоттенхэм Хотспур», чемпион Олимпийских игр 1908 года и игрок сборной.
Сезон 1909/10 «Челси» начал даже лучше, чем обычно. Хилсдон забил в первой же игре с «Ноттс Каунти», но «сороки» сумели свести матч вничью. И в следующей игре, домашней с «Ливерпулем», Хилсдон забил гол и принёс первую победу в сезоне. После этой игры у Хилсдона случился спад. Был даже период, когда «Челси» не мог забить гол четыре матча подряд, а в пятом, с «Шеффилд Уэнсдей» проиграли 1:4. Не получавший игрового времени Боб Макробертс попросил трансфера и был отпущен в середине декабря в родной «Бирмингем Сити». В срочном порядке на замену Хилсдону был найден форвард Эван Джонс, но так никак не отличившийся. После стремительного падения с конца октября, победой над — «Тоттенхэм Хотспур», «синим» удалось подняться на четырнадцатую строчку с восемнадцатого места. 
Затем была победа над чемпионом «Ньюкасл Юнайтед». Но во всём остальном было плохо. Не проходящие в основу бывшие лидеры попросились на трансфер. Вслед за Макробертсом ушли ветеран Джорди Хендерсон и Перси Хамфрис. Именно Хамфрис ушедший в «Тоттенхэм Хотспур», похоронит «Челси» в самой последней, и решающей игре сезона. Из Вудварда замены «Гатлинг Гану» не получилось, он был игрок другого амплуа и взял на себя функции диспетчера, а Колдерхэду на остриё атаки пришлось выдвинуть ветерана Уиндриджа. Он и стал лучшим бомбардиром сезона с 6 мячами.
В команду в качестве спасателей были приглашены трое — Филип Смит, полузащитник «Кру Александра», за 250 фунтов, защитник «Шеффилд Уэнсдей» Инглиш Макконелл за 1 000 фунтов и Боб Уиттингем, центровой из «Брэдфорд Сити», за рекордную не только «Челси», но и всего британского футбола сумму — 1 300 фунтов. Первой игрой, где участвовала тройка «спасателей», стала принципиальная выездная игра с «Бристоль Сити», но «Челси» не смог добиться даже ничьей, пропустив единственный мяч в середине второго тайма. Вопрос об сохранении прописки в высшем дивизионе, решался последней игре, на «Уайт Харт Лейн» с «Тоттенхэм Хотспур». «Челси» вышел вперёд благодаря Джимми Уиндриджу, но «шпоры» во втором тайме счёт сравняли, а точку в игре поставил недавно ушедший из «Челси» Перси Хамфрис. «Челси» проиграл и отправился во Второй дивизион. Игра в кубке, также закончилась поражением от того же «Тоттенхэм Хотспур», выигравшего на «Стэмфорд Бридж» 0:1.

### Возвращение в элиту 1910/12
В межсезонье клуб покинули семь игроков, а пришёл только один — вратарь Джим Молино. Неожиданно для всех он показал высокий класс и вытеснил из состава Уитли, став основным голкипером, сыграв в 240 играх и оставаясь сухим в 77. Вернулся в команду и Джордж Хилсдон. Сезон начался хорошо, в первой же выездной игре с «Дерби Каунти», Хилсдон забил хет-трик, завершил разгром Уиндридж. Отыграв всего четыре игры, Уиндридж, сломав ногу, на год выбыл из строя и вернуться в основу уже не смог, в результате он принял решение уйти из команды. Лучшим бомбардиром сезона стал Боб Уиттингем, забив в сезоне 30 мячей. Этот рекорд остаётся лучшим показателем для Второго дивизиона. На «Стэмфорд Бридж» команда была непобедима, сыграв лишь два раза вничью, и пропустив всего лишь семь мячей. Играя стабильно, «Челси», наряду с «Вест Бромвич Альбион» был фаворитом турнирной таблицы, однако в самом конце сезона произошёл провал. 
Всё должно было решиться в апреле, который выдался чрезвычайно перегруженным. «Челси» предстояло за месяц провести пять выездных игр и три домашних. «Челси» после серии из четырёх побед крупно проиграл выездные игры с «Брэдфорд Сити» и «Хаддерсфилд Таун». Имея точно такие же показатели, как и у идущим третьим «Болтон Уондерерс» — по 47 очков, по 19 побед, по 9 ничьих и по 7 поражений. Единственное преимущество было в разнице забитых и пропущенных голов — у «Челси» + 37 , «Болтона» + 27. В личной встрече победил «Болтон Уондерерс» 0:2 и вышел на второе место. В решающей игре заключительного тура «Челси» проиграл аутсайдеру лиги «Гейнсборо Тринити» со счётом 1:3, благодаря чему «тринити» сохранил прописку в дивизионе.
В кубковых играх наметился прогресс, «Челси» дошёл до полуфинала Кубка Англии. На четвертьфинальную игру 13 марта 1911 года против «Суиндон Таун» случился аншлаг — 77 952 болельщика, что является рекордом посещаемости для кубковых игр «Челси» за всю историю. Уже в первом тайме счёт был 3:0 в пользу «Челси», но в итоге «малиновки» забили гол престижа, что не помешало «Челси» выйти в полуфинал где его ждал серьёзный противник — «Ньюкасл Юнайтед», который разгромил «Челси» со счётом — 0:3.
После двух неудачных сезонов было решено вернуться к тактике Льюиса, то есть уплотнить центр, играть от обороны, нагружая полусредних оборонительными функциями в ущерб атаки. Это означало, что Вудвард перемещался в глубину поля, а Уиттингему оставалось надеяться на вингеров. Колдерхэд произвёл очередную, зачистку рядов. Команду покинули Маршалл Макэван и Инглиш Макконелл, неудавшиеся «спасатели», за которых были выплачены очень большие суммы. Ушёл вингер Билли Бревн, сыгравший 99 игр и имеющий на счету 11 голов. Новыми приобретениями стали вингер Джордж Додд. Автор первого гола в ворота «Челси» в первой игре первого сезона за «Стокпорт Каунти». За полтора сезона, что он провёл в 30 играх смог забить 9 мячей и много ассистировал Уиттингему. Правым вингером стал Гарри Форд, который отыграл за «Челси» 247 игр и забил 47 голов. Пришли Боб Томсон, Томас Хьюит и Роберт Бьюкенен. Хилсдон, вернувшийся из очередного запоя с белой горячкой, по личной просьбе Гаса Мирса был оставлен в команде, с условием, что завяжет.
Сезон 1911/12 «Челси» начал осторожно. Первый гол был забит только в третьей игре, в победе над «Дерби Каунти», с которым пришлось бороться за выход в высший дивизион весь сезон. В середине года к этой паре подключился набравший ход «Барнсли». Результативность была низкая, но также и не пропускали мячей в свои ворота. Только в пятом туре, «Лестер Сити» смог забить гол «Челси». В конце декабря за восемь дней сыграв четыре игры и выиграв три из них, с одной ничьей, «Челси» возглавил турнирную таблицу. Но через месяц клуб постигло огромное несчастье — 4 февраля 1912 года умер Гас Мирс. Он был похоронен на Бромптонском кладбище, расположенном всего в полукилометре от «Стэмфорд Бридж». На его гранитном могильном кресте выбита надпись:
ГЕНРИ АУГУСТУС МИРС, СЫН ДЖОЗЕФА И ШАРЛОТТЫ МИРС, ОСНОВАТЕЛЬ ФУТБОЛЬНОГО КЛУБА «ЧЕЛСИ».
Из-за этой трагедии, команда опустившись на четвёртое место. Управление клубом взял на себя, директор Уильям Кирби. На финише сезона команда одержала семь побед с разницей мячей 15-3, что позволило занять второе место и вернуться в элиту. Всё решилось за два тура до конца сезона, в выездной игре с «Барнсли». «Челси» победил 0:2. Лучшим бомбардиром стал Боб Уиттингем с 26 мячами. Сезон закончился триумфально, но были и потери. Помимо смерти Гаса Мирса, «Челси» потерял двух игроков, правого полузащитника Бена Уоррена, который получил тяжелейшую травму колена, ушёл из футбола и сошёл с ума, и Джорджа Хилсдона, который из-за частых пьянок потерял форму и стал обузой для команды, в результате был отпущен в «Вест Хэм Юнайтед».

### Снова в элите 1912/14
Летом 1912 года прошли очередные Олимпийские игры, где сборная Англии, ведомая Вивьеном Вудвардом повторила свой успех на прошлых играх. По завещанию Гаса Мирса, владение клубом «Челси» было передано его сестре, Беатрис Аделаиде Мирс. Создавался фонд, которым распоряжался совет, во главе с директором Уильямом Кирби и Беатрис. Она также имела право вето и право выкупить контрольный пакет акций клуба по прошествии шести лет.
| «                                                      | «Уму непостижимо, в любой подворотне собирается группа босяков, называют себя профессиональной командой, и пытаются играть в футбол! «Челси» является тому ярчайшим примером!» | » |
| — Daily Mirror о игре «Челси» в начале сезона 1912/13. | |   |

Для укрепления состава был куплен Джимми Шарп, 33-х летний посредственный защитник за которого была отдана сенсационная сумма 1 750 фунтов. Это стало абсолютным рекордом «Челси». Джимми Шарп, где бы не играл, ничего серьёзного нигде не показал, то же самое продолжал делать и в «Челси», за который проиграл три сезона и оборона «синих» была практически наихудшей в лиге. Ещё одной интересной личностью, подписанной Колдерхэдом, стал легендарный шотландский нападающий, Джимми Тернбулл. Тёрнбулл решил завершить карьеру ещё сезон назад, покинув стан «Манчестер Юнайтед», где забил в первом их чемпионском сезоне 1907/08 в 17 играх 22 гола. «Доигрывал» Тёрнбулл в «Челси» весьма результативно, забив в 20 играх 8 мячей. По ходу сезона, Колдерхэд подписал ещё четверых. Кроме Хилсдона и Уоррена в команде потерь не было и «Челси» начал сезон в высшей лиге с вполне укомплектованным составом. Сезон начался очень плохо. Четыре поражения в первых пяти матчах указывали на то, что в высшей лиге «Челси» предстоит выживать. С новогодних игр и потом всю вторую половину сезона «Челси» пробыл на восемнадцатой строчке в таблице. 11 домашних поражений. 73 пропущенных мяча за сезон. На счастье, нашлись команды, которые сыграли ещё хуже — в низшую лигу отправился «Арсенал» имевший лишь три победы за весь сезон, и «Ноттс Каунти». В Кубке Англии «Челси» дошёл до Второго раунда, пройдя «Саутенд Юнайтед» 5:2 и проиграв в переигровке на выезде «Шеффилд Уэнсдей» со счётом 6:0
В сезоне 1913/14 «Челси» впервые поднялся в первую десятку, заняв восьмое место. Команду пополнили Александер Макфарлэйн пришедший из «Ньюкасл Юнайтед», Гарольд Халс, заменивший окончившего карьеру Тёрнбулла, лондонец, основную часть своей карьеры проигравший за «Манчестер Юнайтед». Халс оставался в составе «Челси» до 1921 года, отыграв первый послевоенный сезон, после чего играл за «Чарльтон Атлетик», где после ухода из большого футбола остался в качестве скаута. Ещё одной покупкой был Нильс Миддельбё, датчанин и первый из иностранцев в составе «Челси». Этого игрока подписал «Ньюкасл Юнайтед», но пока он добирался из Копенгагена, у «сорок» поменялось тренерское руководство, и бесхозный датчанин очутился на «Стэмфорд Бридж». Покинули же клуб сразу одиннадцать игроков, хотя в основе из этих одиннадцати, выходили лишь Джок Кэмерон и Джимми Тёрнбулл. На открытие сезона на «Стэмфорд Бридж», дерби с «Тоттенхэм Хотспур», пришло 60 тысяч болельщиков, но игра была проиграна 1:3. Ничья с «Вест Бромвич Альбион» и последующие четыре проигрыша, в том числе 6:1 от «Барнсли», сразу опустили команду к зоне вылета. Поправление ситуации началось только к середине октября. Выездная победа над «Астон Виллой» и домашняя 3:0 с «Ливерпулем». На финише сезона, в последних восьми играх были одержаны шесть побед, что и принесло столь высокое место в таблице. Граффик игр был очень плотным, «Челси» пришлось сыграть три игры за три дня. 25 декабря с «Шеффилд Уэнсдей» 2:1, 26 — с тем же «Уэнсдей» 0:3, и 27 — на «Уайт Харт Лейн» с «Тоттенхэм Хотспур», выигранную 1:2. Лучшим бомбардиром стал дебютант Гарольд Халс с десятью голами. Гарри Форд забил девять, а Уиттингэм — шесть. В Кубке «Челси» выпало играть с «Миллуоллом», который в переигровке Первого раунда 14 января 1914 года одолел «Челси» с минимальным счётом 0:1.

### Финал в хаки 1914/15
14 апреля 1914 года вратарь «Челси» Джек Уитли завершил карьеру. Первым вратарём команды стал Джимми Молинью. Вторым вратарём был приглашён Колин Хэмптон из «Мотеруэлла», а Джек Уитли перешёл на тренерскую работу, став помощником главного тренера. Новичком «синих» стал Джимми Кроал, левый полусредний из «Фалкирка».
В «Сток Сити» был сдан в аренду Боб Уиттингем, где и просидел всю войну. Он забил за «Сток» в том сезоне 8 мячей в 18 играх, а Кроал в «Челси» не достиг и этого результата. Так же был куплен из «Харт оф Мидлотиан» молодой нападающий Лоуренс Абрамс. За полтора сезона — семь голов и, не получая места в основе, ушёл в «Кардифф Сити». А вот подающий надежды новичок, вингер, Бобби Макнил играл за «Челси» до 1927 года, проведя 307 матчей и забив 32 гола.
Сезон 1914/15 стал для «Челси» юбилейным, клубу исполнилось 10 лет. Первую победу (из всего семи в сезоне), смогли завоевать только в середине октября, обыграв дома «Ливерпуль» 3:1. Поражения чередовались с ничьими, «Челси» находился в опасной близости от зоны вылета. Первая мировая война набирала ход. Уже в октябре стали призывать людей из резерва, каждый месяц «Челси» провожал на войну своих футболистов. Иные призывались добровольно. К новогодним играм Колдерхэд мог рассчитывать лишь на четырнадцать игроков, пятнадцатый, Билли Бриджман, с оперированным мениском, числился в запасе. В это время из восьми очков смогли взять лишь одно, и казалось, что сезон провален. Для спасения от неминуемого вылета, общими усилиями Кирби и Кадогана смогли добиться месячного отпуска из армии для Вудварда, который уже ждал отправки на фронт. За два тура до окончания чемпионата ниже «Челси» находилось всего два клуба — «Манчестер Юнайтед» и «Тоттенхэм Хотспур». 
За несколько туров до этого «Челси» уступил «Болтон Уондерерс» и туром ранее «Манчестер Юнайтед» на «Стэмфорд Бридж» 1:3. Чтоб сохранить прописку в высшем дивизионе, в двух последних, выездных играх, требовалось взять три очка. Первую игру, против лидера чемпионата, «Эвертона» сыграли вничью 1:1. Последний матч, против «Ноттс Каунти», был проигран 2:0. А после финального свистка по радио было объявлено, что «Манчестер Юнайтед» обыграл «Ливерпуль» и обошёл «Челси» в турнирной таблице. Но из-за войны деятельность Футбольной ассоциации была приостановлена из-за введённых законов военного времени. Все игроки были переведены в любительский статус, все договоры — аннулированы, национальная лига — остановлена, из-за нормирования топлива болельщики лишались возможности посещать выездные игры, клубы могли воспользоваться услугами любых футболистов, даже из других команд. Лучшим бомбардиром сезона стал Боб Томсон, поразив ворота соперников 18 раз. 6 марта 1915 года скончался шеф клуба, 5-й граф Джордж Генри Кадоган, его обязанности перешли 6-му графу Джеральду Оукли Кадогану.

Но в Кубке Англии все дела шли хорошо. Имея явный шанс на вылет из лиги, «Челси» всё же не прекратил борьбы за Кубок Англии. Игры кубка «Челси» начинал в домашнем матче с «Суиндон Таун» игра закончилась 1:1. Переигровку решили проводить опять на «Стэмфорд Бридж», потому, как домашний стадион «Суиндона» был занят под лагерь для военнопленных немцев. В повторной игре «Челси» разгромил «Суиндон» — 5:2. Боб Томсон, забил хет-трик. Следующей жертвой «синих» стал «Арсенал». В присутствии 40 000 болельщиков, «Челси» победил 1:0. В третьем раунде предстоял выезд к «Манчестер Сити», занимавшем тогда третье место. В одной из редких контратак «синих», Томсон замкнул головой подачу Макнила от левой бровки, и в итоге 0:1. В Четвёртом раунде, в переигровке, «Челси» одержал минимальную победу над «Ньюкасл Юнайтед». Гол Гарри Форда вывел «Челси» в полуфинал, где «синих» ждал будущий чемпион «Эвертон». 
Обе команды сражались с большой отдачей, молодая защита «Челси» смогла противостоять самому опасному игроку «Эвертона» — Бобби Паркеру, который в сезоне забил 36 мячей в 35 играх. В целом, обе команды создавали много шансов, и до перерыва было упущено множество моментов, а счёт так и оставался нулевым. Героем матча снова стал Томсон. В одном из эпизодов в штрафной, ошибся вратарь «тоффис», пропустив лёгкий гол Джимми Кроала — и с этого момента «Эвертон» уже не смог восстановиться. Позже забил ещё и Гарольд Халс. «Ириски» ответить не смогли, и в финал, первый раз в истории прошёл «Челси».
Финал предстояло играть с «Шеффилд Юнайтед». Финальная игра прошла на «Олд Траффорд», из-за чего болельщики «Челси» не имели возможности присутствовать на игре из-за закона о перевозках военного времени. Игра получила в истории английского футбола прозвище Финал в хаки (англ. The Khaki Cup Final), из-за множества болельщиков, будучи мобилизованными пришедших на игру в военной форме. Всего на игре присутствовало около 50 000 болельщиков, намного меньше, чем обычно на финальных кубковых играх, но из за ограничений военного времени, очень многие желающие, просто не смогли прибыть. За несколько минут до перерыва, Джеймс Симмонс открыл счёт, забив довольно случайный гол. Вратарь «Челси» в последний момент вынес мяч из под самой штанги, но судья посчитал, что мяч всё таки пересёк линию и свистнул, засчитав взятие ворот. После перерыва ничего не изменилось — «Шеффилд» атаковал чуть ли не всем составом, «Челси» даже не делал попыток переломить ход игры. Игроки «синих» были удручены ещё тем, что вингер Гарри Форд получив травму в самом начале второго тайма, был вынужден оставить поле. Активность игры заметно спала, когда густой туман вдруг окутал «Олд Траффорд», мешая зрителям видеть происходящее на другой половине поля. Но смотреть особо было не на что — на поле играла только одна команда — «Шеффилд Юнайтед». В последние десять минут мяч ещё дважды вынимали из сетки ворот «синих» — Фазакерли добил мяч после сильнейшего удара Уолли Мастермана, пришедшегося в перекладину. Непосредственно после того, как игроки «Челси» развели мяч с центра, Джо Кичен, обокрав Кроала, сделал великолепный сольный проход, по дороге обыграв двух защитников и бросившегося ему в ноги Молинью, закатил мяч в пустые ворота.

### Первая мировая война 1915/19
Во время войны, английские клубы, за неимением игровой практики, по причине того, что деятельность Футбольной ассоциации была приостановлена и розыгрыши кубка и чемпионата не проводились, вынуждены были играть в региональных лигах. Эти региональные лиги представляли собой клубы, объединившиеся по территориальному признаку и играющие между собой каким угодно составом. «Челси» играл в Лондонской комбинации, не имеющей постоянных участников, так как команды из пригородов часто не могли прибывать на игры, а некоторые, как «Арсенал», на время прекратили своё существование. Свой прощальный матч со старым домашним стадионом «Мейнор Граунд», «Арсенал» сыграл против «Челси». В это военное время «Челси» дважды становился чемпионом Лондонской комбинации, по одному разу чемпионами становились «Вест Хэм Юнайтед» и «Брентфорд».
В 1919 году «Челси» в финале «Лондонского Кубка Победы» (англ. London Victory War Cup) обыграл соседский «Фулхэм» со счётом 3:0. Матч привлек внимание 36 000 болельщиков. Два гола записал на свой счёт игрок дубля Гарри Уайлдинг, а третий забил игравший за «Челси» игрок «Арсенала» Джок Резерфорд. Собственно игроков «Челси» было только шестеро, остальные пятеро были представителями «Мидлсбро», «Килмарнока», «Бирмингем Сити», «Арсенала» и «Болтон Уондерерс». Неделю назад в полуфинале «синие» разгромили «Кристал Пэлас» 4:0. Голы забивали — защитник Джо Смит, дважды Уайлдинг и Стюарт Дэвидсон, правый полусредний из «Мидлсбро», в военных отпусках игравший за «Челси», пока на фронте не получил ранение. Результативность игр военного времени, была сверхрезультативной. Боб Томсон забил более 100 голов за два с половиной года.

### Сохранение в элите 1919/20
По завершении войны возобновилась работа Футбольной ассоциации. Игроки вновь становились профессионалами. Новый сезон был намечен на осень 1919 года. По существующим правилам и результатам последнего довоенного сезона, высший дивизион должны были покинуть два клуба — «Челси» и «Тоттенхэм Хотспур», а их места, должны были занять победители Второго дивизиона — «Дерби Каунти» и «Престон Норт Энд». Это бы произошло если бы по окончании сезона 1914/15 не вскрылись факты продажи игры последнего круга между «Ливерпулем» и «Манчестер Юнайтед», в котором «Манчестер Юнайтед» одержал крайне нужную победу 2:0 на выезде, в итоге на очко опередив «Челси» сохранился в высшей лиге.

По логике, «Манчестер Юнайтед» должен был лишиться незаконно приобретённых очков и покинуть высший дивизион. Но он потянул бы за собой и «Ливерпуль», а председатель правления Футбольной ассоциации, Джон Маккенна, бывший в то же время одним из совладельцев «Ливерпуля», свой клуб подставлять под раздачу не хотел. 
То, что последовало за этим, стало самой крупной аферой в английском футболе того времени.. В итоге, посчитали, что руководство клубов невиновно, а виновными были названы игроки, которые поступили по частной инициативе. Были обвинены уже погибшие в войне, бывшие звёзды и культовые игроки «Манчестер Юнайтед» — Сэнди Тернбулл и Патрик Макгаер, которые как бы подговорили товарищей. В итоге, втоптав в грязь своих павших героев, «Манчестер Юнайтед» сохранил за собой место в высшей лиге, но и «Челси» был признан жертвой обстаятельств и оставлен в высшей лиге. А чтобы не ущемлять клубы, поднимающиеся из Второго дивизиона, было принято решение расширить Первый дивизион с 20-и до 22-х команд. «Дерби Каунти» и «Престон Норт Энд», как победители Второго дивизиона получили свои законные места в лиге. Оставалась одна вакансия, на которую стали претендовать сразу, и вылетающий «Тоттенхэм Хотспур», и занявший третье место во Втором дивизионе «Барнсли». Но пустующую вакансию занял «Арсенал», который стал пятым в довоенном сезоне. На всеобщих выборах 1918 года, Генри Норриса, в то время мэра района Фулем, выбирают в Палату общин от Консервативной партии. Норрис стал заместителем министра по культуре и спорту, что и сыграло на решении Футбольной ассоциации. По результатам голосования «Арсенал» получил 18 голосов, «Тоттенхэм Хотспур» — 8 , а «Барнсли» соответственно — 5.

Сезон 1919/20 решили проводить без календаря, так как составлять график не успели, а старый для 20-и команд не подходил. Команды играли сразу две игры с одним и тем же соперником, по жребию узнавали, кому играть дома первыми.
 Многие клубы, потерявшие игроков, спешили подыскать замену, другие ставили на молодёжь, в чём особо преуспели «Ливерпуль» и «Хаддерсфилд Таун», доверив играть дублёрам. «Хаддерсфилд Таун» произвёл фурор, трижды подряд выиграв чемпионство. «Челси» же имел возрастной состав, средний возраст основы в предвоенный сезон был 29 лет. Первый послевоенный сезон команда играла практически в том же составе, пять игроков, принимавших участие в последней довоенной игре, вышли на поле в первой игре послевоенной — Уолтер Беттридж, Джек Харроу, Лоуренс Абрамс, Гарольд Халс и вратарь Джеймс Молинью. В войне «Челси» потерь не понёс.
Летом 1919 года «Челси» покинул Билли Бриджман — после травмы не смог показывать прежних результатов. Бывший форвард, Боб Уиттингем, был отчислен после шести первых игр сезона, забив единственный гол, да и то с пенальти, в самой первой победной игре на выеде с «Эвертоном». В дальнейшем, он уступил своё место новичку Джеку Коку, единственному приобретению «Челси». Он был куплен у «Хаддерсфилд Таун» за рекордные 2 500 фунтов.
Первый послевоенный сезон привлекал большое количество болельщиков. Игры «Челси» посетило более полутора миллиона человек. 40-60 тысяч, которых раньше привлекали лишь игры с лидерами, собирались теперь на любых матчах. Сезон начался 30 августа с победы над довоенным чемпионом «Эвертоном» на «Гудисон Парк» 2:3, хотя «тоффис» через неделю отомстили «Челси» на «Стэмфорд Бридж» 0:1 в присутствии 60 000 болельщиков. Чемпионат прошёл без спадов, «Челси» находился в верхней части таблицы с самых первых туров, продолжал продвигаться вверх и закончил сезон на небывалом для себя высоком, третьем месте. «Челси» играл в открытый футбол, поэтому ничейных результатов почти не было. В итоге, многие из 15-и поражений, в которых терялись очки на последних минутах, сказались на итоговой таблице. Чемпионом стал «Вест Бромвич Альбион».
В Кубке, «Челси» дошёл до полуфинала, где уступил в Бирмингеме «Астон Вилле» 1:3. В тот сезон именно с «виллой» у «Челси» были основные неприятности — на «Вилла Парк» он потерпел самое сокрушительное поражение в сезоне — 5:2, а дома было заработано 2 очка, благодаря автоголу Харди. Зато были одержаны победы в обоих матчах над «Манчестер Юнайтед», «Ноттс Каунти» и «Ливерпулем». «Арсенал» смог отобрать только одно очко у «Челси». Героем сезона в «Челси» стал новичок команды, Джек Кок, который в 30-и играх забил 24 гола. Джимми Кроал отличился семь раз, Гарри Форд, Бобби Макнил и Бьюккенен Шарп имели на счету по пять мячей. Джек Кок благодаря своей игре, обратил на себя внимание со стороны тренерского штаба сборной Англии. В первой же игре, против сборной Ирландии, он забил гол на тридцатой секунде, что стало рекордом своего времени.
Сезон прошёл очень удачно для команды Колдерхэда, но ещё одно значимое событие произошло в этом году. Один из матчей чемпионата на «Стэмфорд Бридж» посетил король Георг V совместно с королём Испании Альфонсом XIII, который был страстным болельщиком и шефствовал над клубом «Мадрид», которому в преддверии следующего сезона, 29 июня 1920 года, даровал привилегию назваться «королевским» (исп. Real) и разместить изображение своей короны на гербе клуба. Прибыв с официальным визитом в Англию в конце октября 1919 года , Альфонс попросил включить в его программу посещение игр чемпионата. Шеф «Челси», Джеральд Оукли Кадоган, будучи начальником департамента в министерстве иностранных дел вписал «Стэмфорд Бридж», как объект посещения царственных особ. 1 ноября прошла игра против «Брэдфорд Сити», которая для него обернулась разгромом 4:0.
Король не раз посещал игры «Челси» и однажды случился инцидент, 21 февраля 1920 года, Георг V посетил кубковую игру «Челси» против «Лестер Сити». Потом многие утверждали, что король присоединил свой голос к речовкам 40 000 суппортёров «Челси» — «Oh When the Blues Go Steaming In!».

### Возвращение Мирсов 1920/22
К началу сезона 1920/21 правление Футбольной ассоциации решило расширить Футбольную лигу до трёх дивизионов. Сильнейшему клубу Уэльса, «Кардифф Сити», позволили присоединиться ко Второму дивизиону, вместо «Гримсби Таун». Второй дивизион пополнился также новоиспечённым клубом — «Лидс Юнайтед», вместо «Линкольн Сити».
Сестра Гаса и Джозефа Мирсов, Беатрис Аделаида, в июле 1920 года переписала на своё имя права собственности на стадион. «Стэмфорд Бридж» подвергся модернизации — для высокопоставленных особ были устроены отгороженные турникетами ложи с отдельным входом, а в дальнейшем все сектора получили свой турникет с кассой-автоматом. Количество мест теперь было регламентировано, и стадион стал официально вмещать 80 000 человек. Цены на билеты подорожали, но все билеты на эти места были раскуплены в течение одной недели. Даже открытые стоячие трибуны оказались не по карману рядовым болельщикам, многие из которых поддерживали команду с первых дней её существования.
В межсезонье Колдерхэд не получил денег на усиление состава. У Колдерхэда состав был очень возрастной. Половине команды было если не под сорок, то во всяком случае за 35. Вся тяжесть работы в атаке опять отводилась Джеку Коку. В помощь Джеку Колдерхэд вернул из аренды одноглазого Боба Томсона. Из-за реформ лиги Футбольная ассоциация опять не подготовила сетку игр, и снова клубы были вынуждены играть парные игры. Прежняя стратегия Колдерхэда, принёсшая хороший результат в прошлом сезоне — 3 очка из 4 в двух встречах, не сработала. «Челси» закончил сезон на 18-м месте, проиграв все ключевые игры, включая игры на своём поле. 16 октября 1920 года «Челси» был разгромлен на «Стэмфорде» — в дерби с «Тоттенхэм Хотспур» в присутствии 76 тысяч человек, со счётом 0:4. Эта игра была названа худшей за всю тренерскую карьеру Колдерхэда, хотя неделей ранее «Челси» на «Уайт Харт Лейн» был стёрт 0:5. Единственным хорошим моментом сезона стала победа над «Астон Виллой» 5:1.

Клуб по полной выкладывался только в Кубке Англии. На «Стэмфорд Бридж» стали проводить финалы кубка, и, возможно поэтому клуб стремился сыграть на родном стадионе. С соперниками «Челси» везло, им попадались команды второго и третьего дивизионов. Но победы над аутсайдерами давались очень тяжело. С «Редингом» было сыграно две переигровки. То же самое случилось с «Плимут Аргайл», две ничьи и тяжёлая победа в гостях на «Эштон Гейт». В конце концов в четвертьфинале уступили 1:0 «Кардифф Сити». Победу в Кубке праздновали футболисты «Тоттенхэм Хотспур», обыгравшие «Вулверхэмптон Уондерерс» со счётом 1:0. 
Финал Кубка Англии принёс «Челси» прибыли на 13 414 фунтов.
В апреле 1921 года Беатрис Аделаида передала свои права собственности на «Стэмфорд Бридж» брату Джозефу. Он выкупил её долю наследства, кроме денег предложив ввести Генри Бойера, мужа Бетти в совет директоров клуба. Джозеф видел стадион лишь как инструмент для бизнеса. Джозеф стал получать с клуба арендную плату, монополизировал все точки общественного питания на стадионе, и все ремонты проводила его подрядная фирма. Генри Бойер, сам строительный подрядчик, оспорил стоимость строительных работ, из-за чего разразился скандал.
Футбольная лига указала руководству клуба на то, что все строительные работы на «Стэмфорд Бридж» должны проводиться на конкурсной основе, а копии накладных передаваться на предмет контроля в секретариат ассоциации. Мирс пошёл на провокацию, предложив клубу выкупить его акции за 42 000 фунтов в течение 14 лет. Сумма была огромная, послевоенный «Челси» был в долгах, и Джозеф знал, что ничем не рискует, предлагая такую сделку. Потом Джозеф заявил, что если клуб беден, то надо сокращать штат, и Генри Бойер был уволен. Чтобы застраховаться от последствий, Джозеф «продал» за 35 750 фунтов свой пакет акций своему же сыну, пятнадцатилетнему Джо Мирсу, который тем самым становился самым молодым в истории футбола владельцем клуба. 
Политика строгой экономии продолжилась и в этом сезоне. Джозеф не был поклонником футбола, зато любил всевозможные бега: собачьи, вело, авто, мото, коне и прочие гонки. Все 20-е годы на «Стэмфорд Бридж» проходили мотогонки и собачьи бега. Беговые дорожки стадиона были превращены в грязное месиво, а во время футбольных игр они перекидывались досками.

В межсезонье клуб покинули — полузащитник Том Логан (102 игры , 9 голов), вингер Чарли Фримен (104 игры , 22 гола), защитник Оуэн Маршалл (36 игр за 3 сезона), полузащитник Вилли Дикки (40 игр за два сезона), а также Гарольд Бриттан и Лэри Абрамс. Возрастным игрокам — Джимми Кроалу, Уолтеру Бертриджу, Гарольду Халсу и Нильсу Миддельбё, было объявлено, что это их последний сезон, несмотря на результаты. Джозеф Мирс всё же приобрёл игроков. Одним из них стал лучший полузащитник страны того времени, игравший в «Манчестер Юнайтед», — Томми Миэн. На него было потрачено 3 300 фунтов. Он сходу влился в коллектив, и Колдерхэд, ставил его практически на все игры. Лишь двое любимчиков главного тренера — вингер Боб Макнил и капитан Джек Харроу — сыграли больше. Ещё одним «усилением» стал тридцатилетний вратарь Бенджамен Бейкер. 
Бейкер благодаря своей игре стал основным вратарём и отыграл пять сезонов, сыграв в 93 играх, и забил в первом своём сезоне гол с пенальти в ворота «Брэдфорд Сити» в игре, которая так и закончилась 1:0. Также был куплен защитник Джордж Смит, который отыграл за «Челси» 369 игр за девять сезонов.
В сезоне 1921/22 Футбольная ассоциация снова решила проводить парные игры. Сезон начался не очень хорошо. После поражения от «Бирмингем Сити» 5:1 «Челси» продолжил серию ничьих, когда октябрьское поражение 5:0 от «Барнсли» не разбудило команду. Начались победы. Во второй игре была одержана победа над «Барнсли» 4:1, это послужило толчком, и «Челси» медленно стал выходить из зоны вылета, но в начале декабря основные нападающие — Джек Кок и Бьюкенен Шарп — выбыли из строя. «Челси» опять пошёл на спад. 24 декабря 1921 года вошло в историю «Челси» как день первого матча, когда для наведения порядка против болельщиков была применена конная полиция. Это случилось на матче против «Тоттенхэм Хотспур». Около 500 безбилетников прорвались на трибуны. На 82-й минуте «шпоры» вырвали победу 1:2. Потом были два подряд поражения от «Арсенала» и домашнее 0:3 от «Болтон Уондерерс». Но с февраля началась победная полоса из семи матчей. Одиннадцать побед всего и четыре ничьи кряду подняли «Челси» на шестую строчку в таблице, но поражение в последнем туре от «открытия» сезона «Хаддерсфилд Таун», выигравшего Кубок Англии, отбросило «Челси» на девятое место.
В конце сезона на «Стэмфорд Бридж» состоялся финал Кубка Англии, в третий и последний раз. «Челси» же вылетел из розыгрыша в Первом раунде, проиграв дома «Вест Бромвич Альбион» 2:4.

### Уход «старой гвардии» 1922/23
Девятое место завоёванное в прошлом сезоне стало последним результатом для ветеранов команды, игравших ещё в «Финале в хаки». Гарольд Халс, в последнем сезоне игравший в аренде за «Чарльтон Атлетик», завершил карьеру. Джимми Кроал ушёл свободным агентом в «Фулхэм». Боб Томсон был подписан «Чарльтон Атлетик». Уолтер Беттридж, за восемь сезонов сыгравший в 255 играх, ушёл в «Джиллингем». Выгодно были проданы молодые игроки из дубля: североирландец Джим Феррис — в «Престон Норт Энд», Джо Уорд — в вернувшийся в высший дивизион «Ноттингем Форест», Джордж Дейл — в другой клуб, поднявшийся в Первый дивизион — «Ноттс Каунти». Тридцатишестилетний Нилльс Миддельбё уехал на родину в Данию. В межсезонье «Челси» совершил поездку в Данию, где был сыгран прощальный матч, с клубом где Нилльс приобретал первый тренерский опыт. Несмотря на то, что ветераны были распроданы, клуб так никого и не приобрёл. С началом сезона возникла проблема с Джеком Коком — он требовал укрепления передней линии, но его не слушали. Джек забастовал, видя бесперспективность команды, а выходя на игры, играл очень слабо. В четвёртом туре забил «Сток Сити» свой единственный мяч в сезоне, а после десятого тура был продан в «Эвертон».
Новый сезон клуб начал неплохо. После десяти туров «Челси» занимал шестую строчку в таблице. На место центрального нападающего выдвинули Бьюкенена Шарпа, специализирующегося на верховых мячах. Колдерхэд ближе к центру сместил вингера Гарри Форда. Вдвоём с Шарпом они забили за сезон по десять голов. Всего 9 побед за сезон, меньше, чем даже у покинувших лигу «Олдэм Атлетик» и «Сток Сити». «Челси» опускался в таблице всё ниже и ниже. Были и победы — домашняя над «Ньюкасл Юнайтед», когда новичок «Челси», воспитанник самого «Ньюкасла», доставшийся «синим» чуть ли не бесплатно, Джимми Армстронг, занявший место Форда на краю, забил дважды и выдал на Форда голевой пас. Он же отличился и в лучшей игре сезона, выездной победе над «Ноттингем Форест», снова поразив ворота «лесников» дважды, выдав на того же Форда голевой пас вразрез всей защиты, а под конец второго тайма навесил на Шарпа, которому осталось, подставив голову, праздновать гол. Но спортивная карьера Армстронга выдалась короткой. Проведя этот сезон, в 16 играх забив 8 голов, он травмировался в следующем сезоне, долго и упорно лечился, но в футбол вернуться уже не смог. Последней игрой, когда король посетил игру на «Стэмфорд Бридж», стала товарищеская игра с «Селтиком», в которой «Челси» уступил со счётом 0:1.
Последний всплеск посещаемости вышел на 3 февраля, в кубковой игре Второго раунда с «Саутгемптоном». 67 105 человек увидели «беззубую» игру «Челси». Нулевая ничья требовала переигровки, где «Челси» также не забили гол, а «святые», благодаря голу, забитому Артуром Домини, продолжили биться за Кубок дальше. В марте «Стэмфорд Бридж» покинул Бьюкенен Шарп, за четыре сезона сыгравший в 72 играх и забивший 23 гола. «Челси» закончил этот сезон на 19-м месте.

### Прощание с элитой 1923/24
После окончания сезона 1922/23 перед руководством «Челси» встало множество вопросов. Благодаря отсутствию финансирования клуб пребывал в разрухе. Руководство пошло на то, чтобы проводить на стадионе «Британские Легкоатлетические игры». Первыми летними приобретениями стали совсем молодые Сидни Кастл и Гарольд Миллер, оба из «Чарльтон Атлетик», команды из Южной лиги. Сидни, игравший в полузащите, в первый сезон отыграл 25 игр, отличившись дважды, ушёл из клуба. А Миллер, игравший правого полусреднего, стал игроком основы на 15 сезонов. Лишь роспуск лиги на военное время положил конец его успешной карьере. Из «Тоттенхэм Хотспур» пришёл Уильям Уайттон. Главной покупкой стал приобретённый в «Халл Сити» за £3 000 Джеки Кроуфорд, игравший вингера. Его брали на смену заканчивавшему карьеру Гарри Форду. На долгое десятилетие Джеки стал любимцем, и команды, и болельщиков. Свободной оставалась лишь вакансия центрфорварда — самая важная в команде и самая критически важная. Было пересмотренно несколько кандидатов, и в конце концов остановились на игроке «Мидлсбро» Эндрю Несбите Уилсоне. В итоге, «синие» вступили в новый сезон, не имея игрока под номером 9. Место центрфорварда занял Альберт Тэйн, совсем молодой, прошлой зимой перешедший из любительской команды работников Лондонского метрополитена, именно он забил первый гол команды в новом сезоне. Через несколько сезонов Альберт раскрыл свой потенциал и много вложил в успех «Челси». «Челси» из самой великовозрастной команды чемпионата, всего за два сезона стал самой молодой. После ухода Форда, из ветеранов оставались лишь Бобби Макнил и капитан Джек Харроу.
Сезон начался очень плохо. За пройгрышем в гостях «Блэкберн Роверс», последовало поражение от «Тоттенхэм Хотспур» 0:1. Два своих первых мяча игроки «Челси» забили лишь в третьей игре сезона — 2:0 против «Блэкберн Роверс». Отличились новички — Альберт Тейн и Сидни Кастел. В следующем туре болельщиков «синих» ждало чудо — в драматической игре на «Уайт Харт Лейн», «Челси», благодаря голу Фреди Линфута, вырвал победу с минимальным счётом. Следующий гол был забит Уилли Уиттоном лишь в седьмом туре, когда чуть было не уступили «Шеффилд Юнайтед» у себя дома. За первых 15 туров на пятерых игроков атаки было записано лишь 6 мячей. Последняя победа была одержана в третьем круге, «Челси» оказался на 19 строчке. Колдерхэд требовал усиления. Из «Мидлсбро» за 6 500 фунтов был куплен Энди Уилсон. 1 декабря Уилсон первый раз сыграл за «Челси» в выездной игре с «Престон Норт Энд», где благодаря его голу «Челси» уехал с ничьей 1:1.
Перед играми «боксинг дэй» получил травму основной вратарь Колин Хэмптон и его заменил Уилсон Мерш, второй вратарь дубля. Ему пришлось отстоять 11 игр в лиге и 2 в Кубке. Особых ошибок Уилсон не совершал, но и высокого класса не показал. С января «Челси» перестал побеждать, медленно сползая вниз по таблице, пока не остановился на 21 месте. Несмотря на приобретение ударного нападающего, результативность команды оставалась наихудшей в лиге. Ближе к финишу чемпионата дела команды стали выправляться. Спасти положение было можно лишь теоретически — после трёх подряд домашних побед над «Ливерпулем», «Ньюкасл Юнайтед» и идущим третьим «Сандерлендом», «Челси» с разницей в два очка подобрался к «Ноттингем Форест», находящемуся на двадцатой строчке и «Престон Норт Энд», находящемуся на строчку выше.
У «Челси» оставалась последняя игра с «Манчестер Сити» на «Стэмфорд Бридж». «Сити» уже всё для себя решил, находился в середине таблицы. Основные конкуренты «Челси» играли на выезде — «Арсенал» принимал «Престон Норт Энд», а «лесникам» предстояла игра с «Хаддерсфилд Таун». 30 апреля на «Стэмфорд Бридж» пришло 40 000 болельщиков, к середине первого тайма Джон Пристли и дважды Гарри Уайлдинг забили гол в ворота «Сити», а в перерыве пришло известие, что «Арсенал» и «Хаддерсфилд Таун» ведут 1:0, но эта радость была преждевременна. «Сити» забил в ворота Бейкера гол, а «Престон Норт Энд» смог переломить ход игры на «Хайбери», вырвав победу 1:2. Позже пришло сообщение, что «Ноттингем Форест» проиграли, но с устроившим их счётом 0:3. «Челси» отправлялся во второй дивизион. Плохая результативность, всего 31 мяч за сезон, слабейший показатель за все годы, привёл к плачевному результату. Лучшим «бомбардиром» стал Энди Уилсон с пятью голами, что тоже антирекорд «Челси» за все времена. Хэмптон, Мерш и Бейкер на всех пропустили 53 гола.
В Кубке были те же проблемы. В Первом раунде опять, как и год назад приходилось играть с «Саутгемптоном». После домашней ничьей 1:1, опять потребовалась переигровка, где «Челси» так же как и год назад потерпел поражение, но уже со счётом 2:0.